# Сюлейман Старова
Сюлейман Старова (на албански: Sulejman Starova) е албански финансист и политик, който служи като министър на финансите в три отделни мандата през 20-те години на XX век. За приноса си към албанската национална кауза той е удостоен посмъртно със званието „Почетен гражданин“ на община Старово.

## Биография
Роден е в 1874 година в поградецкото село Старово, Османската империя. Получава началното си образование в родния си град и в Битоля. По-късно завършва финанси в Цариградския университет. Работи като банкер в Цариград до края на 1912 година. С посредничеството на френската легация по време на Балканската война успява да се завърне у дома в Албания.
От 1913 до 1920 година работи като финансов служител в новата албанската администрация. В 1920 година е назначен като съветник в Министерството на финансите, а на следващата година получава портфейла на министър на финансите в преходното правителство на Идомен Костури.
През декември 1923 година е избран за депутат в албанския парламент от област Корча и е преизбран отново в 1925 година и в 1928 година.
През това време е преназначен за министър на финансите в републиканските правителства, неофициално ръководени от министъра на правосъдието Милто Тутулани от 28 септември 1925 година до 10 февруари 1927 година и министъра на правосъдието Илияс Вриони от 24 октомври 1927 година до 10 май 1928 година.
Сюлейман Старова умира на 1 юли 1934 година от туберкулоза.